# 1998 в автоспорте
Ниже представлен обзор событий 1998 года в автоспорте, включая основные гоночные события, места проведения автогонок, которые открывались и закрывались в течение года, чемпионаты и внезачётные мероприятия, которые учреждались и упразднялись в течение года, а также дни рождения и смерти гонщиков и других деятелей автоспорта.

## Ежегодные мероприятия
Календарь включает только ежегодные крупные события, не являющиеся чемпионатом, или ежегодные события, значимые независимо от чемпионата. Даты проведения чемпионатов смотрите в соответствующих статьях сезона .
| Date                  | Event                        | Ref    |
| --------------------- | ---------------------------- | ------ |
| 1—18 января           | 20-е Ралли Дакар             | [ 1 ]  |
| 31 января — 1 февраля | 36-е 24 Часа Дейтоны         | [ 2 ]  |
| 15 февраля            | 40-я Дейтона-500             | [ 3 ]  |
| 24 мая                | 56-й Гран-при Монако         | [ 4 ]  |
| 24 мая                | 82-я Инди-500                | [ 5 ]  |
| 30 мая — 12 июня      | 81st Isle of Man TT          | [ 6 ]  |
| 6—7 июня              | 66-е 24 Часа Ле-Мана         | [ 7 ]  |
| 13—14 июня            | 26th 24 Hours of Nurburgring | [ 8 ]  |
| 4—5 июля              | 50th 24 Hours of Spa         | [ 9 ]  |
| 26 июля               | 21-е 8 Часов Судзуки         | [ 10 ] |
| 9 августа             | 8-е Мастера Формулы-3        | [ 11 ] |
| 4 октября             | 40th AMP Bathurst 1000       | [ 12 ] |
| 15 ноября             | 41st FAI 1000                | [ 13 ] |
| 22 ноября             | 45-й Гран-при Макао          | [ 14 ] |
| 5—6 декабря           | 11-я Гонка Чемпионов         | [ 15 ] |

## Рождения
| Дата | Месяц   | Имя         | Национальность | Занятие | Примечание | Ссылка |
| ---- | ------- | ----------- | -------------- | ------- | ---------- | ------ |
| 29   | Октябрь | Лэнс Стролл | Канада         | Гонщик  |            | [ 16 ] |

## Смерти
| Дата | Месяц   | Имя              | Возраст | Национальность | Занятие      | Примечание                                              | Ссылка |
| ---- | ------- | ---------------- | ------- | -------------- | ------------ | ------------------------------------------------------- | ------ |
| 12   | Январь  | Роджер Кларк     | 58      | Великобритания | Ралли-гонщик | Победитель ралли Lombard RAC 1976 года .                | [ 17 ] |
| 2    | Октябрь | Оливье Жандебьен | 74      | Бельгия        | Гонщик       | Победитель гонки «24 часа Ле-Мана» ( 1958, 1960—1962 ). | [ 18 ] |